# Begonia physandra
Espèce
Begonia physandra est une espèce de plantes de la famille des Begoniaceae.
Elle a été décrite en 1943 par Elmer Drew Merrill (1876-1956) et Lily May Perry (1895-1992).

## Répartition géographique
Cette espèce est originaire du pays suivant : New Guinea.